# 西門姓
西門姓為漢字複姓。西門姓來源於春秋時期，當時鄭國有一位大夫居住於城的西門，其子孫便以「西門」為姓。有些後代改為現在少見的西姓。

## 外部連結
[在维基数据编辑]
 《百家姓》
 《欽定古今圖書集成·明倫彙編·氏族典·西門姓部》，出自陈梦雷《古今圖書集成》